# Associated Grocers of New England
Associated Grocers of New England (AGNE) er et amerikansk detailhandelskorporativ, der servicerer over 600 uafhængige købmandsforretninger i Connecticut, Maine, Massachusetts, New Hampshire, New York, Rhode Island, Vermont og Pennsylvania. Den blev etableret i 1946 som New Hampshire Wholesale Grocers og fik sit nuværende navn i 1969.
AGNE's butikker inkluderer: Food supermarkets og Sully's Superette.